# Blöndulón
Blöndulón is met 57 km² een van de grootste meren van IJsland. Het is een kunstmatig meer en werd aangelegd in 1984-1991 als reservoir voor de Blönduvirkjun-elektriciteitscentrale. Het meer heeft een maximale diepte van ongeveer 39 meter. Het ligt vlak bij de Kjölur-weg in het IJslandse binnenland. Het Blöndulón meer ligt 25 kilometer ten noorden van de hete bronnen van Hveravellir.